# 弘前さくらまつり
弘前さくらまつり（ひろさきさくらまつり）は、青森県弘前市で開催される弘前四大まつり（弘前ねぷた、弘前城菊と紅葉まつり、弘前城雪燈籠まつり）のひとつである春祭り。

## 概要

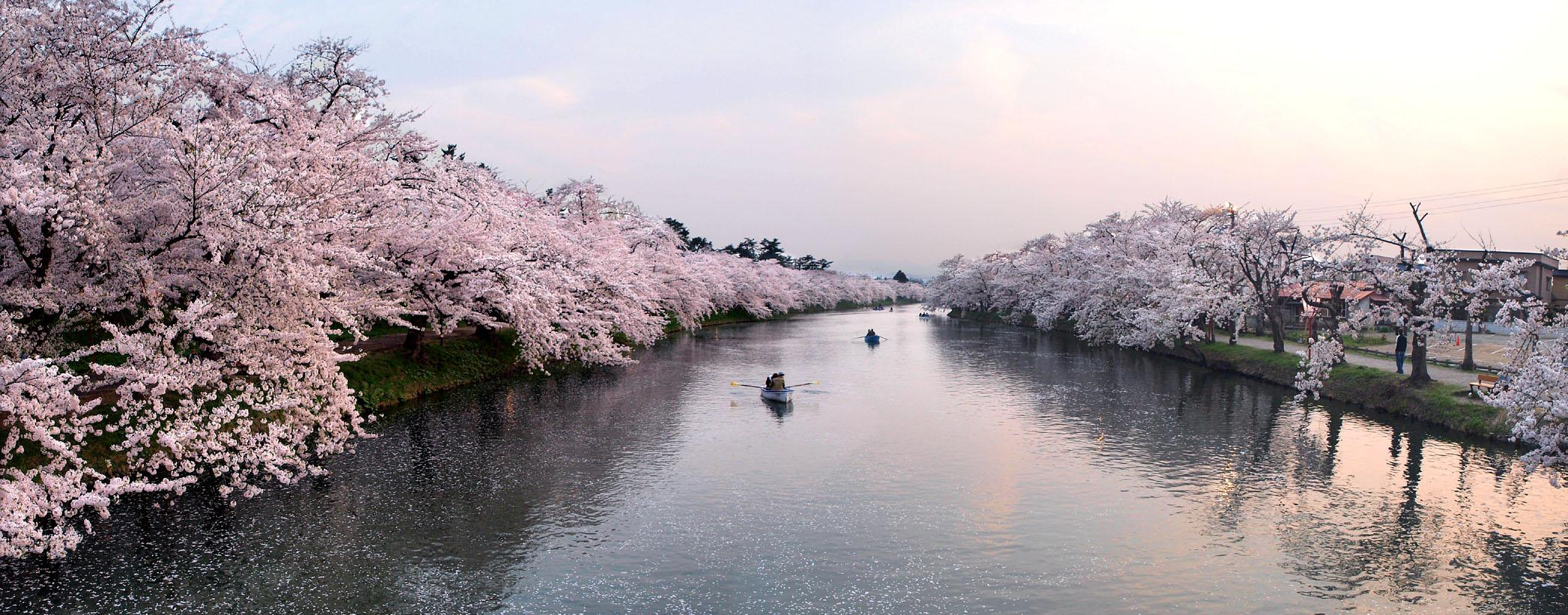
弘前公園西濠

弘前市により所有・管理されている弘前公園で開催され、全国でも屈指の桜の名所として日本さくら名所100選、人と自然が織りなす日本の風景百選に選ばれている。ソメイヨシノ、シダレザクラなど約50種2,600本の桜が咲く。
「桜のトンネル」のほか、日本最古のソメイヨシノ（1882年植栽）や、日本最大幹周のソメイヨシノ（約5m15cm）が花を咲かせる様子を見ることができる。また、園内の四の丸演芸場では様々な催し物があるほか、弘前公園内の弘前市民会館では津軽三味線全国大会や津軽五大民謡大会などのイベントも開催される。
基本的に、毎年4月23日から5月5日に開催だが、桜の開花時期によっては照明点灯や露店の営業時期を変更する場合がある。夜間特別照明（ライトアップ）は、18時頃から23時まで。特にゴールデンウィークと会期が重なる為、この期間の行楽客では、「高田城址公園観桜会」、「博多どんたく」や「ひろしまフラワーフェスティバル」と並び日本各地の観光客数の比較では毎年上位となる。

## 過去に行われた催事
- 広告祭 - 1931年（昭和6年）から1935年（昭和10年）まで開催[4][注釈 2]。
- 自転車競走競争 - 弘前競技場で1922年（大正11年）から開催[4]。
- 輓馬競争 - 1932年（昭和7年）から1942年（昭和17年）まで開催[4]。
- じょっぱれ弘前 - 期間中の特定日には、春ねぷた運行が行われた[注釈 3]。

## 歴史

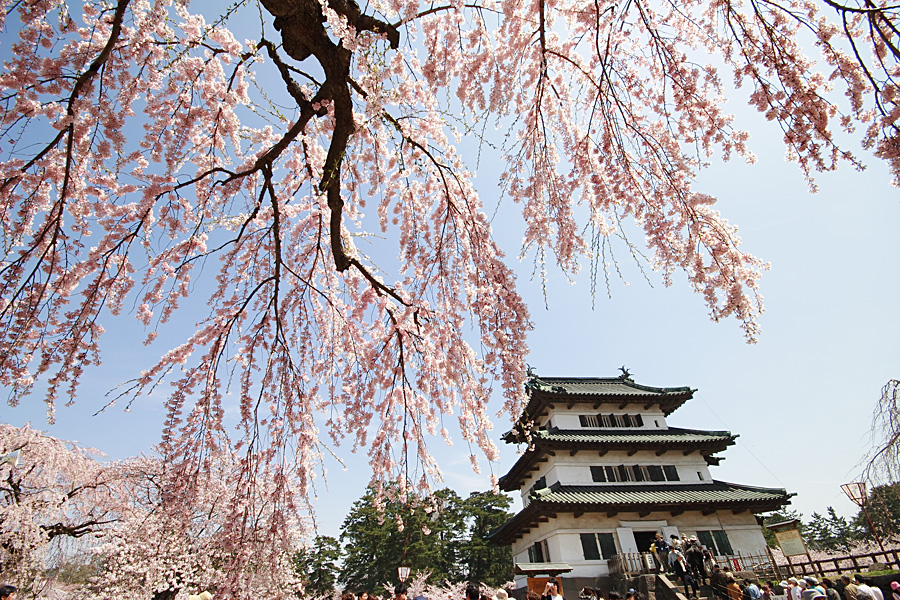
ソメイヨシノ

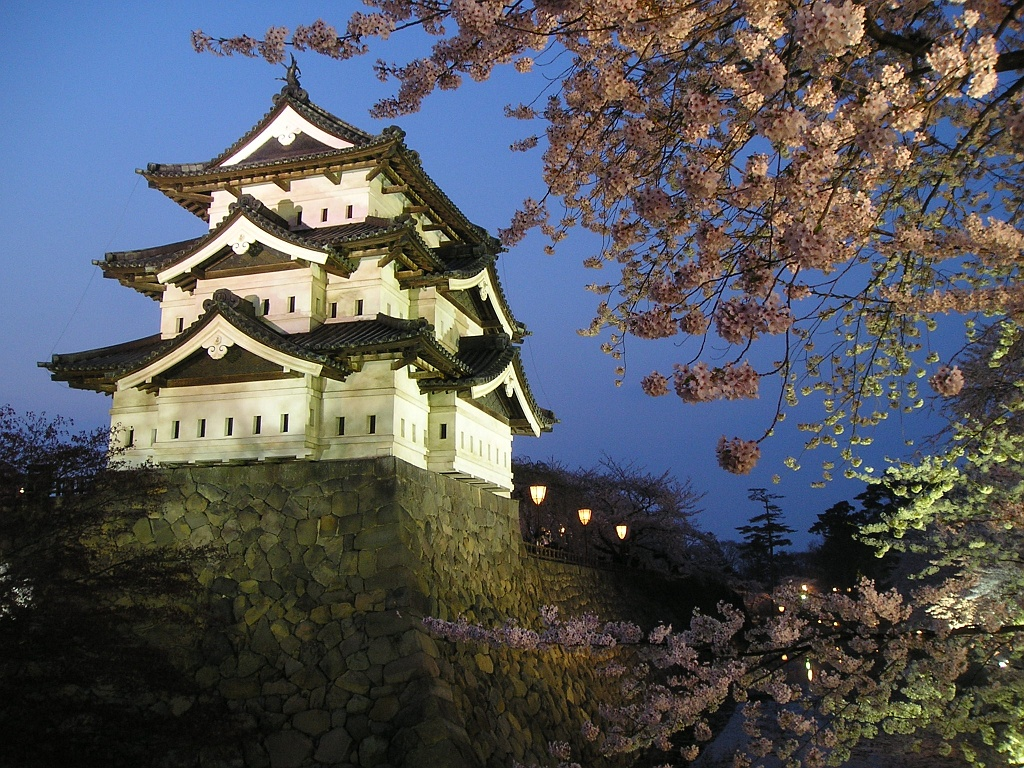
ライトアップ

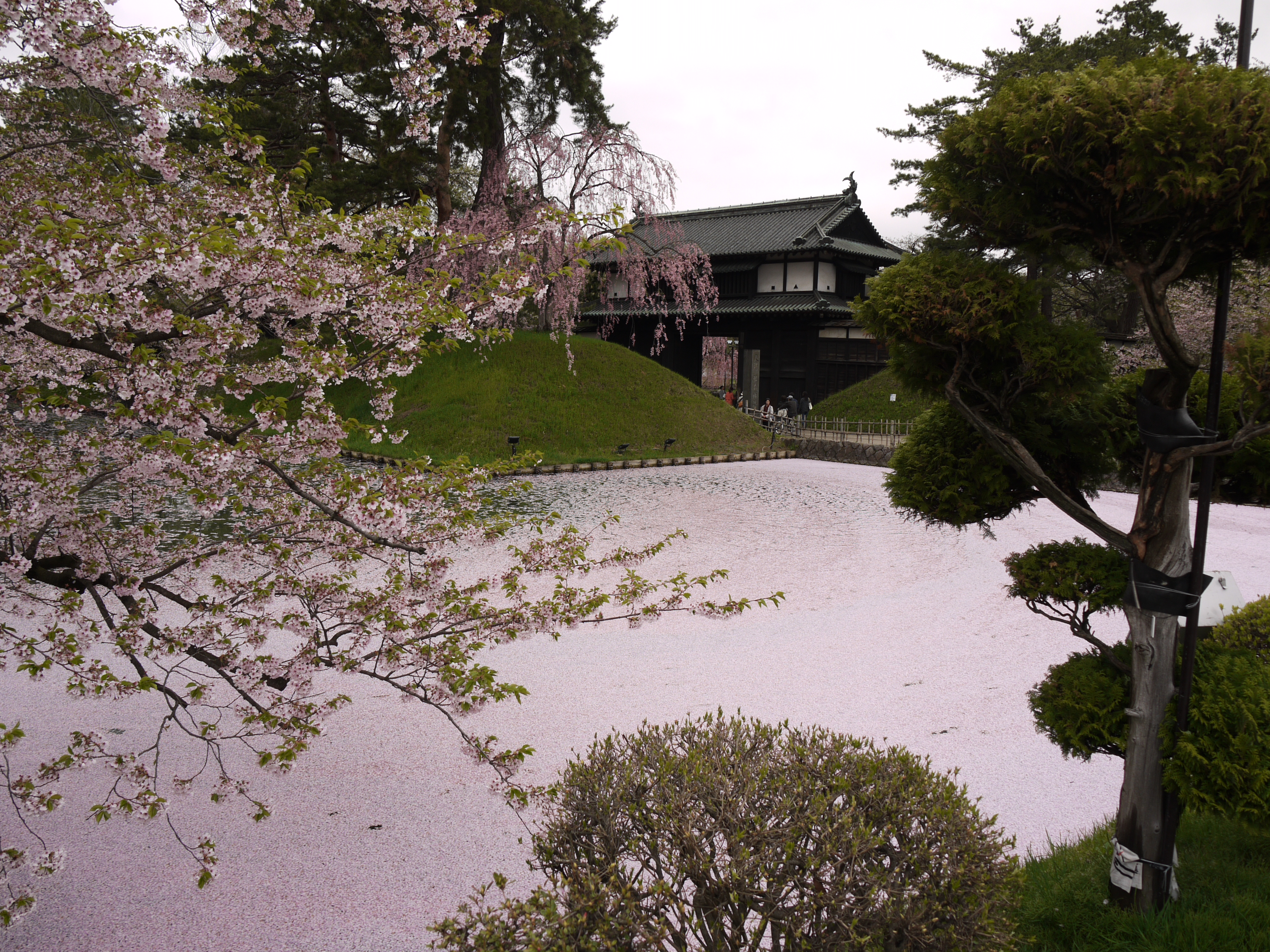
桜色に染まるお堀（2013年5月）

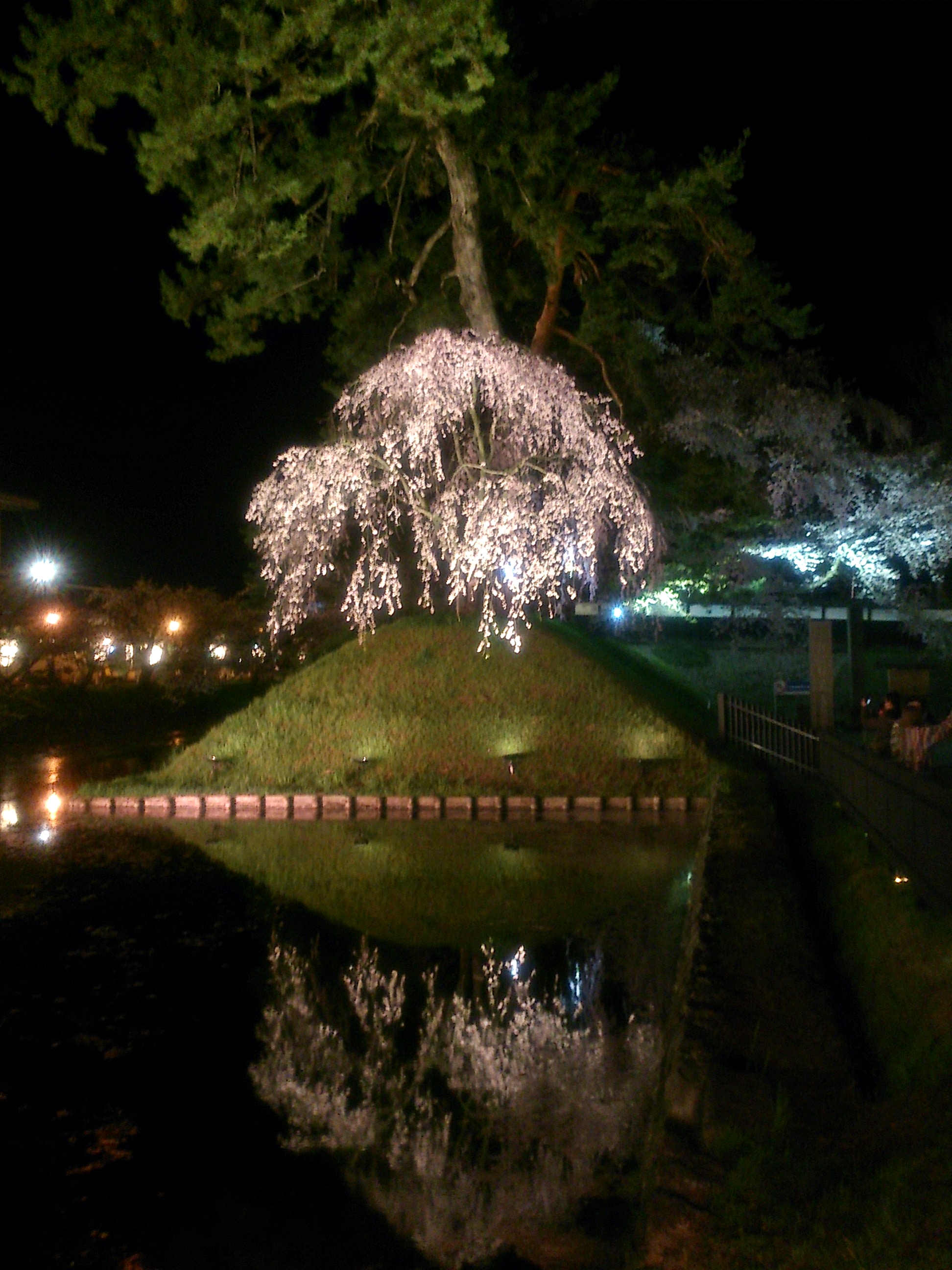
夜桜が湖面に映える弘前公園（2018年4月）

- 1715年（正徳5年） - 弘前藩士が25本のカスミザクラなどを京都から取り寄せ、園内に植栽。
- 1882年（明治15年） - 旧藩士である菊池楯衛が、ソメイヨシノ1,000本を植栽。
- 1897年（明治30年） - 再び1,000本を植栽。その後も市民の寄付などで植栽される。
- 1916年（大正5年） - 夜桜の見物が大盛況であった。
- 1918年（大正7年） - 5月3日から1週間、弘前商工会主催の第1回観桜会が開催される。
- 1919年（大正8年） - 食堂、花見だんご、喫茶店などが出店する。
- 1922年（大正11年） - 弘前競技場で第1回「自転車競走」を開催[4]。
- 1931年（昭和6年） - 第1回「広告祭」を開催（1935年（昭和10年）まで開催）[4][注釈 2]。
- 1932年（昭和7年） - 第1回「輓馬競争」を開催（1942年（昭和17年）まで開催）[4]。
- 1935年（昭和10年） - 夜の照明が投光器に替わる。
- 1938年（昭和13年） - 名称を「弘前時局と櫻の催し」へ変更[5][注釈 4]。
- 1939年（昭和14年） - 戦時体制での物資統制の影響で釘の入手困難となり、露店の建設が難航[5]。
- 1940年（昭和15年） - 名称を「弘前櫻の催し」へ変更[5]。
- 1944年（昭和19年） - 弘前公園を食糧増産のために畑化することを決定[5]。
- 1944年（昭和19年）-1946年（昭和21年） - 観桜会の開催が中断[5][注釈 4]。
- 1946年（昭和21年） - 見世物小屋などの出る花見が復活[5]。
- 1947年（昭和22年） - 観桜会を正式に再開[4]。
- 1961年 （昭和36年）- 名称を「弘前さくらまつり」に変更。
- 1989年（平成元年） - 本丸、北の郭、二の丸を有料化。
- 2011年（平成23年） - キグレNewサーカス倒産直後初のオートバイサーカス開催。
- 2012年（平成24年） - 公園内無線LAN無料Wireless供用開始。
- 2019年（令和元年） - 桜ミクが公式応援キャラクターに就任[6]。
- 2020年（令和2年） - 新型コロナウイルスの感染拡大を受け、開催中止[7]。それに伴い弘前公園も4月10日18時から5月17日まで閉鎖された。

## 入園料・駐車場
入園料
- 弘前公園#有料区域を参照。

駐車場
- 公園周辺に駐車場（料金は1日1,000円程度）があるが、休日は満車の状態が多い。